# Троянська війна (фільм)
«Троянська війна» (італ. La Guerra di Troia) — фільм-пеплум 1961 року, режисера Джорджо Ферроні. У міжнародному прокаті фільм також відомий під назвою «Троянський кінь» (The Trojan Horse).
1962 року вийшов сіквел цього фільму під назвою «Легенда про Енея».

## Сюжет
XIII століття до нашої ери. Царі всіх грецьких міст взяли в облогу місто Трою. За його неприступними стінами Паріс тримає свою вкрадену здобич — Олену Прекрасну. Сили Трої закінчуються. Гектор — брат викрадача Паріса, вже вбитий Ахіллом, який помстився тим самим за свого друга Патрокла, який загинув у сутичці з Гектором. Ахілл з гордістю проволок тіло Гектора за своєю колісницею, під стінами Трої, що на очах безсило стискали кулаки старого царя Пріама і молодого Енея. Це був ніби знак долі, яка чекала на непокірну Трою.
1962 року вийшов сіквел цього фільму під назвою «Легенда про Енею».